# Voleibol nos Jogos Pan-Americanos de 1987
Os torneios de voleibol nos Jogos Pan-Americanos de 1987 foram realizados entre 11 e 23 de agosto de 1987 em Indianápolis, Estados Unidos. Foi a nona edição do esporte no evento, que foi disputado para ambos os sexos.

## Países participantes
Um total de sete delegações enviaram equipes para as competições de voleibol. Quatro delas participaram de ambas as competições.
| - ARG Argentina - BRA Brasil - CAN Canadá - CUB Cuba | - DOM República Dominicana - PER Peru - USA Estados Unidos |

## Medalhistas
| Evento             | Ouro           | Prata | Bronze                                                                               |
| ------------------ | -------------- | ----- | ------------------------------------------------------------------------------------ |
| Masculino detalhes | Estados Unidos | Cuba  | Brasil                                                                               |
| Feminino detalhes  | Cuba           | Peru  | [[Seleção Predefinição:Seleção/EUA de Voleibol Feminino \|Predefinição:Seleção/EUA]] |

## Quadro de medalhas
| Ordem | País               | Medalha de ouro | Medalha de prata | Medalha de bronze |   |
| ----- | ------------------ | --------------- | ---------------- | ----------------- | - |
| 1     | CUB Cuba           | 1               | 1                |                   | 2 |
| 2     | USA Estados Unidos | 1               |                  |                   | 1 |
| 3     | PER Peru           |                 | 1                |                   | 1 |
| 4     | BRA Brasil         |                 |                  | 2                 | 2 |
| TOTAL | TOTAL              | 2               | 2                | 2                 | 6 |